# Mohammad Beheshti
Sayyed Mohammad Hosseini Beheshti (em persa: سیّد محمد حسینی بهشتی; Isfahan, 24 de outubro de 1928 – Teerã, 28 de junho de 1981) foi um jurista, filósofo, clérigo e político iraniano, fundamental na consolidação da República Islâmica após a Revolução de 1979. Reconhecido como a segunda figura mais poderosa do Irã pós-revolucionário, Beheshti foi o principal arquiteto da constituição e da estrutura administrativa do novo regime. Sua influência estendeu-se à formação de líderes políticos, incluindo futuros presidentes como Hassan Rouhani e Mohammad Khatami. Ele ocupou cargos cruciais, como Secretário-Geral do Partido da República Islâmica, chefe do sistema judiciário, Presidente do Conselho da Revolução Islâmica e da Assembleia dos Peritos. Doutor em filosofia e poliglota, Beheshti foi assassinado em 28 de junho de 1981, no atentado de Hafte Tir, atribuído ao grupo Mujahedin do Povo Iraniano (MEK), um evento que também vitimou dezenas de membros do Partido da República Islâmica. Sua morte foi lamentada pelo Aiatolá Khomeini, que o descreveu como "uma nação para nós".

## Primeiros anos e educação
Sayyed Mohammad Hosseini Beheshti nasceu em Isfahan, em 1928, e dedicou seus primeiros anos à educação islâmica, estudando na Universidade de Teerã e com Muhammad Husayn Tabatabaei em Qom. Sua influência se estendeu à Europa, onde, entre 1965 e 1970, liderou o Centro Islâmico em Hamburgo, servindo como guia espiritual para estudantes iranianos e moldando figuras como Mohammad Khatami. Desde o início da década de 1960, Beheshti se engajou ativamente contra a monarquia do Xá, enfrentando prisões pela polícia secreta (SAVAK) devido às suas atividades subversivas. Sua trajetória o levou a se juntar ao Aiatolá Khomeini no exílio em Najaf, no Iraque.

## Carreira
Após o triunfo da Revolução Islâmica, Beheshti emergiu como uma figura central na nova estrutura de poder do Irã. Foi um dos membros fundadores do Conselho da Revolução do Irã, rapidamente assumindo a presidência e desempenhando um papel crucial na incorporação do princípio do velayat-e faqih (governo do jurista islâmico) na nova constituição. Além disso, liderou o Partido da República Islâmica ao lado de Ali Akbar Hashemi Rafsanjani, atuando como seu primeiro secretário-geral. Apesar de sua proeminência, Beheshti optou por não concorrer à presidência nas primeiras eleições, respeitando a preferência do Aiatolá Khomeini por presidentes não-clérigos, o que levou o Partido da República Islâmica a apoiar outros candidatos. Paralelamente, Beheshti já ocupava a chefia do Sistema Judicial Supremo do Irã.

## Assassinato
A trajetória de Beheshti foi tragicamente interrompida em 28 de junho de 1981, quando foi assassinado no atentado de Hafte Tir durante uma conferência do Partido da República Islâmica. As autoridades iranianas atribuíram a responsabilidade pelo ataque a Mohammad Reza Kolahi, membro dos Mujahedin do Povo Iraniano (MEK). Inicialmente, houve diversas acusações sobre os responsáveis, incluindo o Partido Tudeh, a SAVAK e o regime iraquiano, mas Ruhollah Khomeini rapidamente apontou o MEK. A morte de Beheshti, que também vitimou numerosos clérigos, ministros e autoridades, abalou profundamente o Líder Supremo, Aiatolá Khomeini. Anualmente, uma cerimônia de comemoração é realizada para honrar a memória de Beheshti.

## Obras
Beheshti escreveu inúmeros livros durante sua vida. Após sua morte, cerca de 24 livros foram escritos sobre ele ao longo de 30 anos. Alguns desses livros são o produto de suas palestras. Algumas de suas obras foram traduzidas para o árabe. Algumas delas são as seguintes:
- Contexto do nascimento do Islã
- Filosofia do Islã[13]
- O que fazer e o que não fazer
- Al Ghavaed Va Al Feghhiyat
- Economia Islâmica
- Certo e Culpa
- Peregrinação no Alcorão
- Unidade no Alcorão
- O Problema da Propriedade
- Deus sob a Perspectiva do Alcorão
- Leis Bancárias e Financeiras no Islã
- O que Sabemos sobre o Partido Político?
- Revisão e Análise de Jihad, Justiça, Liberalismo e Imamato
- Escola e Especialidade

## Opiniões

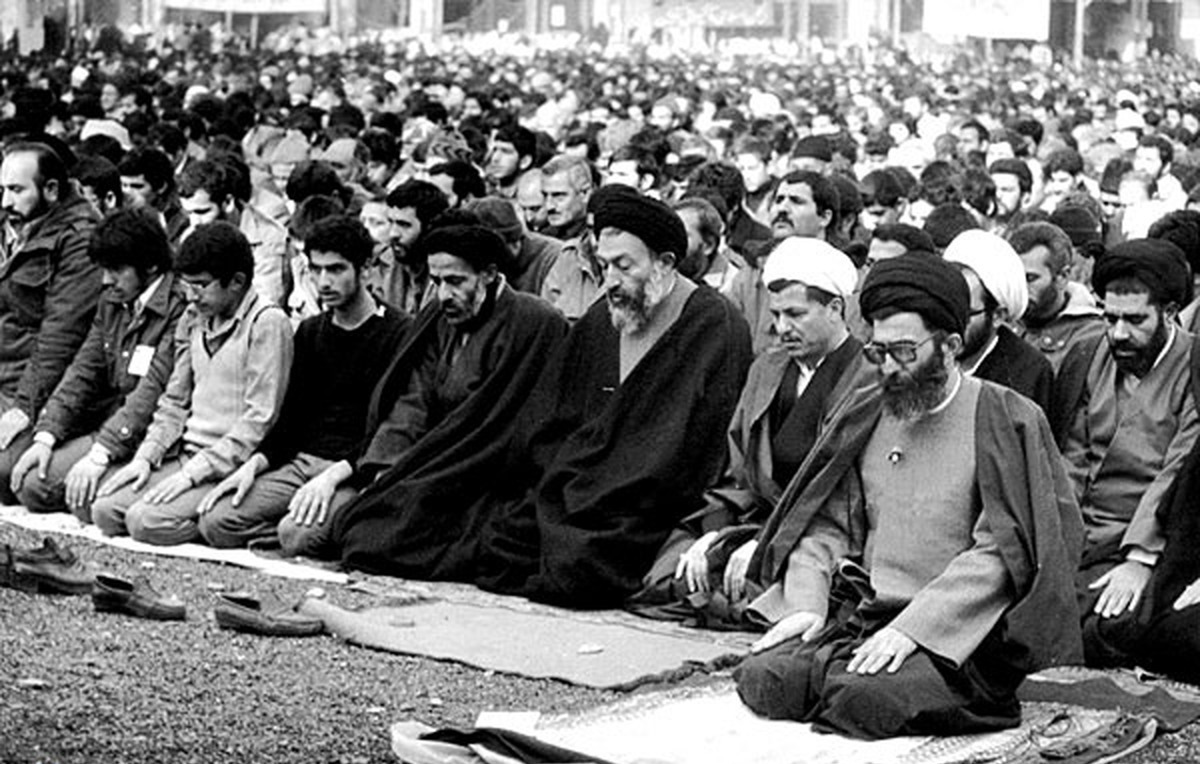
Oração de sexta-feira do Aiatolá Khamenei com a presença do Aiatolá Beheshti e Akbar Hashemi.

Beheshti teve um papel importante na redação da Constituição do Irã, particularmente na seção econômica. Ele acreditava em empresas cooperativas (Ta'avoni) no campo da economia, parceria e cooperação em vez da competição em assuntos econômicos. Segundo ele, nas empresas Ta'avoni não há intermediário entre produtor e consumidor. Ele também afirma que, em tais entidades, os direitos legais pertencem aos membros e não aos acionistas. Ele afirma que a base da Constituição do Irã é islâmica e que o sistema islâmico revolucionário do Irã é, ao mesmo tempo, um sistema voltado para o povo, de acordo com a vontade do povo iraniano. Este sistema foi projetado para o aprimoramento e a evolução da humanidade. Segundo Beheshti, um dos pilares mais importantes do pensamento político é que o ser humano pode trilhar o caminho certo com fé na verdade.

### Filosofia da jurisprudência
Segundo Beheshti, a origem da propriedade e da posse no Islã é o funcionamento.

### Epistemologia
Beheshti levantou algumas questões epistemológicas em Conhecimento sob a Perspectiva do Alcorão. Ele acreditava que o conhecimento não tem definição e que nenhuma definição pode ser encontrada. Beheshti acreditava que existem apenas quatro fontes de conhecimento: percepção, introspecção, razão e revelação (ou Vahy). Ele combinou uma atitude empírica com o fundacionalismo em sua estrutura de conhecimento.

### Antropologia
Beheshti, oposto ao modernismo, acreditava que existe uma relação estreita entre os aspectos individuais e coletivos do ser humano. Segundo ele, embora a história dos humanos mostre que eles sempre tendem à falsidade (ou Batil), o Alcorão afirma que existe uma forte ligação entre a humanidade e a verdade. Beheshti também enfatizou a teoria do Fitarat (inatismo ou natureza primária) na antropologia. Beheshti também acreditava que a alma humana deveria ser considerada como um todo, e não como parte dela. De acordo com a teoria da natureza primária, uma das características da alma humana é a volição e a escolha. Ao mesmo tempo, os humanos assumem a responsabilidade por suas ações. Os seres humanos possuem duas qualidades importantes: liberdade de escolha e responsabilidade. Em outras palavras, Beheshti acredita que o islamismo tem uma inclinação realista em relação aos humanos, pois os considera uma mistura de liberdade de escolha e responsabilidade. Embora os humanos tenham a liberdade de escolha, a fé desempenha um papel importante nesse sentido e pode ajudá-los a tomar decisões.